# Gornji Garevci
Gornji Garevci (cyr. Горњи Гаревци) – wieś w Bośni i Hercegowinie, w Republice Serbskiej, w mieście Prijedor. W 2013 roku liczyła 81 mieszkańców.